# Senecio thunbergii
Senecio thunbergii là một loài thực vật có hoa trong họ Cúc. Loài này được Harv. miêu tả khoa học đầu tiên.